# Gatos en el balcón
«Gatos en el balcón» es el segundo sencillo de la cantante Fey de su álbum homónimo, publicado en 1995. Tuvo una composición compartida entre José Ramón Flórez y Fredi Marugán. Está incluida en el álbum debut de Fey. Su composición fue a modo de balada pop con melodías más lentas a comparación de su anterior sencillo. Su puesta en radios fue favorable en toda Latinoamérica, llegando al top en su país. 
«Gatos en el balcón» fue parte del repertorio de las giras de Fey. Coreográficamente, la canción se caracteriza por estar acompañada el movimiento de brazos hacia adelante formando con el pulgar y el índice noventa grados, el resto de dedos forman un puño. Esto es especialmente en los coros. 
Comparten créditos en la grabación del video musical Rubén Galindo, Mauri Stern y la propia Fey. Fue rodado en 
Francia, aprovechando que Fey se encontraba grabando allí parte de su segundo disco. El ambiente fue mostrando tejados, todo lo contrario al nombre de la canción, que debería de mostrar balcones. El video contó con la participación de un niño francés, el cual tomó protagonismo con Fey.

## Lanzamiento
Tuvo su publicación al lanzamiento del álbum, como sencillo se estrenó después de la promoción de «Media naranja» a mediados de 1995, en México. Según se cuenta, la canción se colocó a gusto de la propia Fey, convirtiéndola en una de sus favoritas.

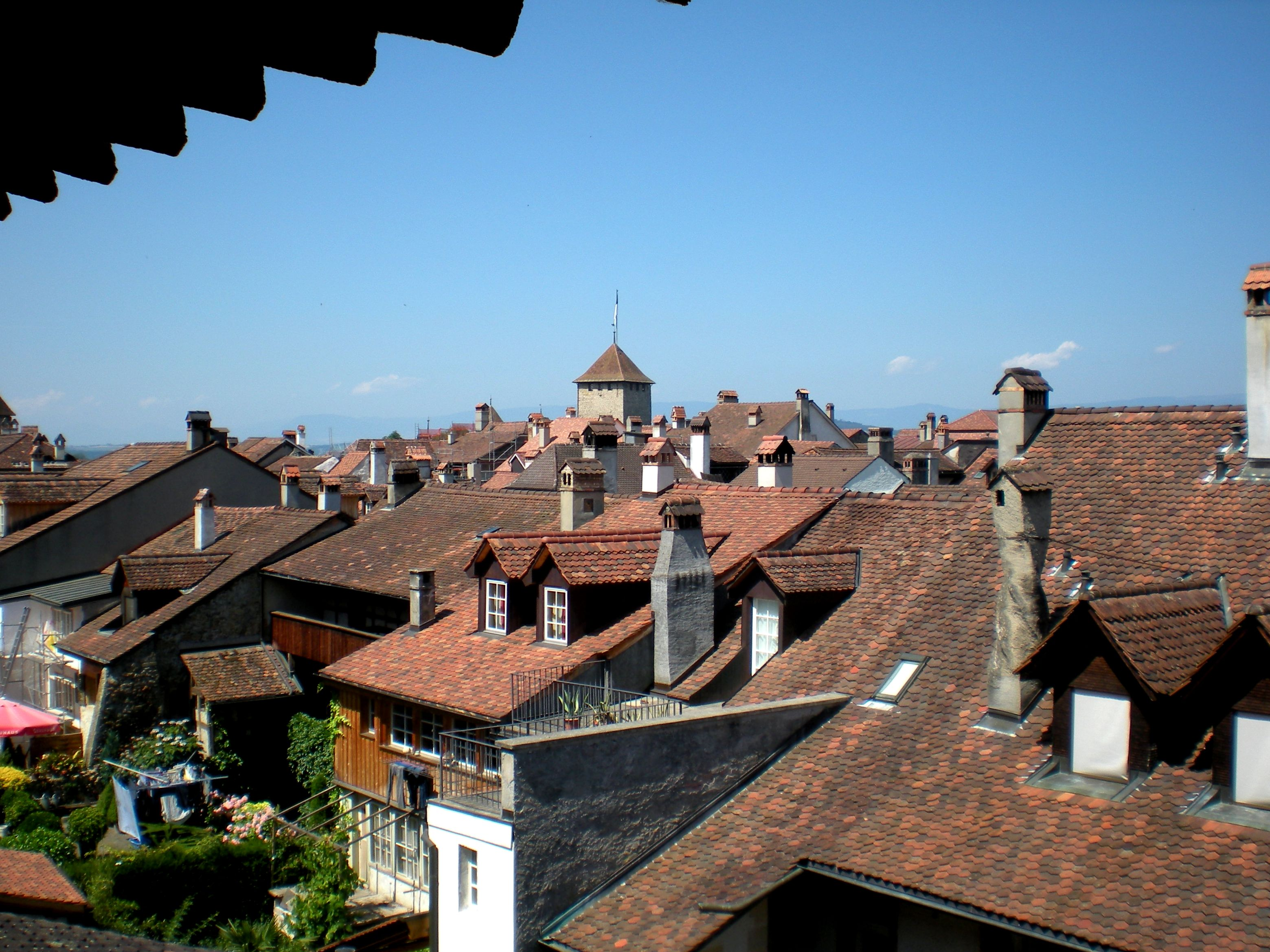
En el primer coro de la canción, Fey aparece cantando sentada en unos tejados de París, similares a estos en su video musical.

## Recepción
«Gatos en el balcón»  mantuvo el éxito del disco y el de Fey. Logró obtener posiciones importantes en listas musicales en gran parte de Latinoamérica, llegando al top en México. Fey ha interpretado la canción en distintos programas musicales de su país como en Siempre en domingo de Raúl Velasco, Hoy con Daniela de Daniela Romo, La tocada de Verónica Castro y En vivo de Ricardo Rocha.

## Video musical
El video musical del sencillo fue dirigido por Rubén Galindo, Mauri Stern (quien era mánager de la cantante) y Fey, y fue rodado en Francia, con efectos azules que le dieron elevada calidad al video, superando a muchos aquellos que se editaban en aquella época. Por tal motivo el video ganó el premio Eres al mejor vídeo mexicano de aquel año. 
Pasada la promoción del anterior sencillo, Fey lanza en Siempre en domingo este nuevo sencillo. El mismo día de lanzamiento del video musical Fey recibe de manos de Raúl Velasco un disco de oro por 150,000 copias vendidas en México. También para exclusiva del programa, se puso al aire el video musical de la canción. El video fue estrenado por primera vez en octubre de 1995.

## Interpretaciones en directo
Fey ha interpretado la canción en programas mexicanos como Siempre en domingo, Hoy con Daniela, entre otros. Como parte de su primera gira, Fey canto Gatos en el balcón en el Teatro Metropolitan de México así como en sus giras "Tierna la noche" (1997) y el "Tour de los sueños" (1999).
Fey interpretó la canción a capela en una entrevista que le hicieron en Estudio Billboard, delante del público presente y de la conductora Leila Cobo. Este programa fue transmitido por la cadena norteamericana V-Me por septiembre del 2009.

### Primera fila
A raíz de su regreso a Sony Music, Fey edita un nuevo álbum esta vez en vivo titulado Primera fila en donde regraba sus éxitos noventeros. «Gatos en el balcón» es parte de este repertorio, conservando contados pero distinguidos sonidos de su versión original. Fey criticó su canción como melancólica y la ubica entre grises, negro o blanco, y de repente se convierte en un azul profundo. Según ella la canción habla de la imaginación y de que todo es posible transformándolo en día a día. Fey afirmó que cuando canta la canción se siente otra vez como una niña.

## Lista de canciones
| Sencillo en CD |                      |                                   |          |  |
| N.º            | Título               | Escritor(es)                      | Duración |  |
| 1.             | «Gatos en el balcón» | Jose Ramon Florez y Fredi Marugán | 4:08     |  |

### Primera fila
| Canción |                      |                                   |          |  |
| N.º     | Título               | Escritor(es)                      | Duración |  |
| 1.      | «Gatos en el balcón» | José Ramón Flórez y Fredi Marugán | 3:43     |  |

## Posicionamiento (1995)
| Listas (1995)           | Posición más alta |
| ----------------------- | ----------------- |
| Monitor Latino (México) | 1                 |
| Perú Top Singles        | 9                 |